# Полина Жемчужина
Поли́на Семьоновна Жемчу́жина (с рождено име Перл Семьоновна Карпо́вская) е съветска партийна и държавна деятелка. Съпруга е на изтъкнатия съветски деец Вячеслав Молотов.
Произхожда от семейство на шивачи. По народност е еврейка. Като девойка работи в тютюнева фабрика, след което е касиерка в аптека.
В съветския период заема редица висши партийни и държавни постове, най-вече първи и единствен народен комисар на рибната промишленост. По време на Втората световна война активно участва в дейността на Еврейския антифашистки комитет.
През 1946 г. Соломон Михоелс, председател на този комитет, сондира възможността Полина Жемчужина да лобира за възстановяването на еврейската държавност, на което му е отвърнато, че нито Андрей Жданов, нито Георгий Маленков могат да помогнат, както и че всичко зависи еднолично от Сталин, който има отрицателно отношение към евреите и не ги поддържа.